# Teenage Mutant Ninja Turtles: Smash-Up
Teenage Mutant Ninja Turtles: Smash-Up från 2009 är ett dator/TV-spel i fightingenren, baserat på Teenage Mutant Ninja Turtles, till spelmaskinerna Wii och Playstation 2. Spelet utvecklades av Game Arts, som tidigare arbetat med Super Smash Bros. Brawl, och flera tidigare medlemmar på Team Ninja, som tidigare arbetat med Ninja Gaiden II. Den fullständiga titeln, Teenage Mutant Ninja Turtles: Smash-Up, meddelades den 23 januari 2009 . Spelet är inte knutet till någon tidigare TMNT-licens, men den konstnärliga stilen har likheter med 2007 års film TMNT.

## Spelet
Spelet är för fyra, och ett 2.5D fightingspel, likt Super Smash Bros, och fjärde TMNT-fightingspelet. I strid skall spelaren försöka slå ut motståndaren genom att se till att göra slut på dennes energimätare, slå den av banan eller lura den in i fällor. Figurerna är färgkodade med en flödande effekt som gör att spelaren enklare kan spåra motståndaren. Precis som i Super Smash Bros., finns flera val inför striden.
Spelet blir ett med spelmiljön, och banorna innehåller fällor, samt förändras interaktivt. Spelet innehåller även fenomen som livståterställande pizza och 'ninjamagi' som ger spelaren specialförmågor som att spruta elda eller elektriska sköldar.
Spelet är indelat i versioner som Arcade, Battle Royal, Survival, Tournament, Swap-Out, Practice, and Mission Mode, samt onlinespel för fyra spelare och minispel. Spelaren kan samla 'skal' i strid eller minispel och använda dem för att låsa upp dolda innehåll, inklusive troféer som andra spelare kan vinna.
Arcade innehåller mellanscener illustrerade av illustratörer från Mirage Studios .

## Spelbara figurer
- April O'Neil - röst av Veronica Taylor [13]
  - April O'Neil (2003) - Alternativ version
- Casey Jones - röst av Marc Thompson [14]
  - Casey Jones från "Back to the Sewer" - Alternativ version
- Donatello - röst av Sam Riegel [15]
  - Cyber Donatello - Alternativ version
- Foot Ninja [14]
  - Cyber Foot Ninja - Alternativ version
- Fugitoid - röst av Oliver Wyman [15]
- Karai - röst av Karen Neil [15]
  - Gold Karai-Bot (från avsnittet "New Blood") - Alternativ version
- Leonardo - röst av Michael Sinterniklaas [13]
- Master Splinter - röst av Darren Dunstan [16]
  - Master Splinter w/ ornate, blå nagajuban - Alternativ version
- Michelangelo - röst av Wayne Grayson [16]
  - Hip-Hop Mikey - Alternativ röst
- Nightwatcher - Röst av Frank Frankson [15]
- Ninja Rabbid - röst av Yoann Perier
- Raphael - röst av Frank Frankson [16]
- Raving Rabbid - röst av Yoann Perier [17]
- Shredder - röst av Scottie Ray [13]
  - Cyber Shredder - Alternativ version[18]
- Splinter Rabbid - röst av Yoann Perier[17]
- Utrominator - röst av Michael Sinterniklaas [14]